# تفجير سوق بالو 2005
تفجير سوق بالو 2005 حدث في 31 ديسمبر 2005 في بالو وسط سولاويزي في إندونيسيا. انفجرت عبوة ناسفة محلية الصنع وصفت بأنها قنبلة مسمار أو ما شابه ذلك في حوالي الساعة 7:00 صباحًا داخل سوق جزار بالو يتردد عليها معظمهم مسيحيون يتسوقون في احتفالات ليلة رأس السنة، مما أسفر عن مقتل ثمانية أشخاص وإصابة 53 آخرين.
انفجرت القنبلة داخل متجر جزار مغلق جزئيًا يبيع لحم الخنزير والكلاب مباشرة للجمهور، وكلاهما محظور وفقًا للعادات الإسلامية. وورد أنه تم اكتشاف عبوة ناسفة ثانية على بعد حوالي أربعة أمتار من موقع الانفجار الأولي، بالقرب من كشك لبيع لحم الخنزير، وتم نزع فتيله.
ربما تم اختيار الهدف وهو سوق في منطقة تهيمن عليها مجموعة ميناهاسا العرقية ذات الغالبية المسيحية، لتعظيم الخسائر بين المسيحيين حيث كانت مقاطعة سولاويزي الوسطى سابقًا موقعًا للعنف الطائفي الكبير بين الفصائل المسيحية والإسلامية التي زعمت على ألف شخص يعيشون بين عامي 1998 و2002. ركز الصراع إلى حد كبير في جميع أنحاء منطقة بوسو بالمقاطعة وكان بالو قد نجا إلى حد كبير من العنف على نطاق واسع، ثم اقترح وزير الأمن الإندونيسي ويدودو أديسوكيبتو أن الجماعة الإسلامية ربما تكون مسؤولة عن الهجوم.

## الهجوم
الجهاز الموصوف بأنه محلي الصنع قام بانفجار منخفض، تم تفجيره في الساعة 7:05 صباحًا داخل كشك لحوم أمام منزل يستخدم لذبح الخنازير وقبالة كنيسة بيثيل في منطقة ميسا الفرعية جنوب بالو. صرح مسؤولو الشرطة أن القنبلة كانت مملوءة بالمسامير وكرات، ومعظم الضحايا أصيبوا بجروح في أطرافهم بسبب الشظايا من الجهاز. يوصف المارة بأنهم نقلوا الجرحى من السوق المؤقتة إلى الطريق، ووضعوهم في سيارات مارة ليتم نقلهم إلى المستشفيات المحلية، حيث عولج ما لا يقل عن 20 متسوقًا من إصابات خطيرة في الهجوم.
تم التعرف على العديد من القتلى وهم بامبانج ويونو سابوترا (50 سنة)، ياكولينا تانا (45 سنة)، أغوستينا ماندي (37 سنة) أصحاب الكشك يوبي (42 سنة) وزوجته ميسي (39 سنة) وعضو في وحدة الاستخبارات في قيادة جيش منطقة تادولاكو الرقيب تسمان لهانسانغ.

## تحقيق
في أعقاب الهجوم استنكر الرئيس سوسيلو بامبانج يودويونو التفجير ونقل تعازيه إلى أسر الضحايا. أقيمت حواجز الطرق في منطقة بالو وتم نشر فريق من وكالة التحقيق الجنائي (بريسكريم) مباشرةً في بالو للمساعدة في التحقيق الجاري.
قُبض على شخص واحد في اليوم نفسه، وفقًا لتقرير صادر عن قائد شرطة المقاطعة أوغروسينو، على الرغم من أنه لم يكن واضحًا ما إذا كان المشتبه به المباشر، فإن الشرطة ستقول فقط إنه كان يتصرف بشكل مريب وسأل البائعين عن المكان الذي يعيشون فيه.
يُعتقد أن الممول الإرهابي المدان إيكو بودي واردويو متورط في تفجير سوق بالو في أعقاب تورطه في مقتل القس سوسيانتي تينوليلي، وهي قسيس قُتلت في 18 يوليو 2004 أثناء هجوم على كنيسة جنوب بالو أسفرت عن إصابة أربعة مراهقين أيضًا. حُكم على واردويو بالسجن لمدة 10 سنوات في عام 2010 لتمويل ذلك الهجوم وتقديم المساعدة للمجرمين الذين ثبتت مسؤوليتهم عن تفجيرات سوق تينتينا 2005 التي أودت بحياة 22 شخصًا في 28 مايو 2005.
تم اكتشاف قنبلة أخرى بين الباعة المتجولين بالقرب من بالو بلازا خلال مهرجان إيدول فيتري في عام 2008 وفجرتها فرقة قنابل بالو المحلية دون وقوع أي حادث.